# Ulica Tadeusza Kościuszki w Szydłowcu
Ulica Tadeusza Kościuszki – główna oraz najdłuższa ulica Szydłowca, zaczynająca i kończąca się na granicach miejskich. Jej długość wynosi około 5 kilometrów.

## Historia
Początkowo tj. jeszcze w XIII w. droga będąca dzisiaj ul. Kościuszki praktycznie nie istniała. W użytku był jedynie tzw. gościniec radomski oraz trakt Wąchocki, czyli odcinki: pierwszy od granic miasta do dzisiejszego pl. Wolności zwanego wtedy Rynkiem Składowym. Drugi - trakt Wąchocki przechodził w znanej dzisiaj linii ul. Kieleckiej oraz odcinka od jej skrzyżowania z ul. Kościuszki do końca miasta. Później (XVI - XVIII w.) istniała tam granica miasta wyznaczana przez stodoły i wysoki parkan. 
Mikołaj Szydłowiecki założył Rynek Plebanii, który zwany również Proboszczowskim przechodził w trakt Wąchocki przy której istniała brama miejska pełniąca funkcje celno-porządkowe.
Właściwy nam pierwszy ślad ul. Kościuszki pochodzi z XIX wieku. W tymże okresie była to kamienna droga peryferyjna, wykorzystywana jako droga tranzytowa z kopalń żelaza w okolicach północno-zachodnich do hut w okolicach Samsonowa, rozładowując ruch w mieście (ul. Kąpielowa, Rynek Wielki, ul. Kielecka). Pierwsze stałe budowle pojawiły się tam dopiero na początku XX w. i były to skromne, parterowe, rzadko piętrowe domy, które nie doczekały czasów współczesnych, ponieważ zostały zniszczone w czasie I wojny światowej. W dwudziestoleciu międzywojennym osiedlili się tam bogatsi kupcy szydłowieccy i fabrykanci, budując pozamiejskie, skromne domy jednorodzinne (jeden z nich przetrwał przy skrzyżowaniu z ul. Iłżecką). Po wojnie wybudowano przy niej komendę milicji, żłobek (obecnie ARiMR).

## Tranzyt
Ulica Tadeusza Kościuszki jest główną arterią miasta. Przebiega przez nią Droga wojewódzka nr 727 Przysucha-Szydłowiec-Wierzbica. Jej odcinek ciągnie się od skrzyżowania z ul. Jastrzębską do skrzyżowania z ul. Zamkową. 
Niewielka część ulicy (Pod Świerczkiem) to fragment drogi krajowej numer 7.
Ciągnie się ona od granic Szydłowca z miejscowością Świerczek do obwodnicy. Przy tym odcinku znajduje się stacja paliw oraz motel.
Odcinek ulica Jastrzębska - Metalowa to droga powiatowa numer 34486 Szydłowiec-Zdziechów-Łaziska. Pozostała część ulicy to droga gminna odpowiadająca dawnemu śladowi drogi krajowej nr 7 czego obecnie funkcję zajmuje obwodnica. Mimo tego, że ranga drogi znacznie spadła jest to nadal główna droga tranzytowa Szydłowca, a natężenie ruchu jest zbliżone do Obwodnicy. Wysokie natężenie ruchu samochodów ciężarowych, w proporcjach ul. Kościuszki, jest we wspomnianym odcinku drogi powiatowej oraz gminnej, a także w części, która od tego miejsca przeciągnięta jest, pod względem podobnego, słabnącego natężenia ruchu tego typu, do skrzyżowania z ul. Jana Kilińskiego. Dalej w stanie samochodów przeważają pojazdy osobowe i pośrednio dostawcze, zbliżone natężeniem do głównej ulicy osiedla o charakterze usługowym. 

## Stan drogi
Ulica Kościuszki mimo jej ważnej, a nawet strategicznej, funkcji jest zaniedbywana w porównaniu do ul. Zamkowej. Nawierzchnia drogi jest asfaltowa i naprawiana metodą łatania a ostatni remont odcinka drogi przeprowadzono w 1998 roku. W odcinku od skrzyżowania z ul. Widok  do wlotu ul. Zakościelnej chodnik przy drodze jest poszerzony i pełni funkcje reprezentacyjnego deptaku centrum miasta. W innych odcinkach drogi chodnik ten jest nieco węższy, jednak pomiędzy nim a jezdnią jest pas zieleni porośnięty trawą i niekiedy drzewami.

## Zabudowa
Zabudowania przy ul. Kościuszki są zwarte, jak na warunki małomiasteczkowe. W centrum, głównie ze względów historycznych domy stoją blisko siebie i jezdni, zarówno po stronie Starego Miasta i Pragi, jak też Centrum. Droga pełni funkcję głównej dlatego jej zabudowa przeważa jako charakterystyczna dla osiedli usługowych, ale także stoją przy niej domy mieszkalne. Budynki to przede wszystkim kamienice z okresu międzywojennego i powojennego oraz domy młodsze tj. socrealistyczne oraz domy jednorodzinne. Wśród tych ostatnich przeważa nurt lat 80. i 90. XX w. i położone są głównie w peryferyjnych częściach miasta tj. Os. Kościuszki i Pod Świerczkiem.
Instytucje i urzędy mieszczące się przy ulicy Tadeusza Kościuszki:
- Urząd pocztowy
- Powiatowa Komenda PSP (adres ul. Strażacka)
- Powiatowa Komenda Policji
- ZSO im. H. Sienkiewicza (adres ul. Zamkowa)
- ZS im. Korpusu Ochrony Pogranicza
- Agencja Restrukturyzacji i Modernizacji Rolnictwa
- Dworzec autobusowy (adres pl. Wolności)
- PKO BP oddział w Szydłowcu.